# بلهوس (فیلم ۱۳۳۳)
بلهوس نام یک فیلم ایرانی به کارگردانی ترو آل‌گیلانی و محصول سال ۱۳۳۳ می‌باشد.

## خلاصه داستان
جوانی که با گروهی از قاچاقچیان جواهرات و سنگ‌های قیمتی کار می‌کند، مورد سوءظن پلیس قرار می‌گیرد. کارآگاهی به تعقیب جوان می‌پردازد ولی هر بار حادثه‌ای مانع از کشف حقیقت می‌شود. سرانجام کارآگاه به کمک جوان باند قاچاقچیان را گرفتار می‌کند.

## منبع
1. ↑  «بوالهوس». وبگاه سوره سینما.